# Асоціація підприємств інформаційних технологій України
Асоціація «Підприємств інформаційних технологій України» (АПІТУ) зареєстрована 7 червня 2007, як господарська асоціація — об'єднання підприємств сфери інформаційних технологій, учасників каналу виробництва та поставок комп'ютерної техніки, програм, а також споживчої електроніки.
Асоціація утворена в рамках реформування створеної в 2004 ГО «Асоціація ІТ-дистриб'юторів».

## Члени

### Дійсні
На перших загальних зборах АПІТУ, що відбулися 19 липня 2007, до асоціації вступили 29 IT-компаній. Станом на 9 листопада 2023 серед дійсних Членів асоціації є найбільші українські виробники і дистриб'ютори комп'ютерної техніки, роздрібні мережі, системні інтегратори, представництва іноземних вендорів, зокрема це компанії: АСБІС-Україна, CIFROTECH, Defender, EDG Group, ELKO, Epson, ERC, ETE Trading House, IBM Ukraine, Indigo Music, Investcom, Ipmatika, KARMA DIGITAL, Leater, Lenovo, MOYO, MTI, Navigator, Panasonic, Protoria, RadioLine, Softprom Solutions, Schneider Electric Ukraine, SI BIS, Sophela, Tekhnika dlya biznesu, YC-Distribution, УДЦР.                   
В різний час серед членів були: ABBYY Ukraine, АМІ, APC, ASUS, BMS Traiding, Canon, Data Link, DataLux, Dell, DiaWest, Everest, IBM, IDC, Intel, K-Trade, Kvazar-Micro, Lemon, Lexmark, Microsoft, MKS, Molex, MUK, Oki, Panasonic, Prexim-D, qBox, Roma, Samsung, SAP, SI BIS, TDB, Unicom Systems, Unitrade Group, АБИ Украина, Бакотек, Версия-Системс, ДКТ, Інвестком, Компасс, Лаборатория Касперского, Литер, Протон, Ситроникс, Софтпром, Юг-Контракт.

### Асоційовані
Arzinger, GfK Ukraine, FIDES GROUP, FTP, Juscutum.     
В різний час серед членів були: AMD, Amrita Complex Solutions, E-consulting, ICS-Market, IT-Solutions, KPMG, MONT, PLP, Softico, Soft Xpansion Ukraine, Synergy, TechExpert, VERNA, Айленд-Сервіс, Арт-мастер, ВААП, ДІЗС, Діксі-Центр, ІСАКА КИЇВ, Компетера Україна, МАГНУССОН, Надійний інтернет-магазин, Рома, Управлінська компанія, Центр управління відходами, Юскутум.

## Задачі
- дотримання законодавства про захист інтелектуальної власності
- спрощення системи технічного регулювання для ІТ-товарів
- спрощення торгових бар'єрів для міжнародної торгівлі ІТ-товарами
- розвиток потреби в ІТ-товарах і послугах (розвиток е-підпису, е-послуг, е-торгівлі)
- спрощення доступу до кредитних ресурсів для закупівлі ІТ-товарів
- виділення державних коштів для збільшення використання комп'ютерів у школах
- підвищення прозорості в державних закупівлях
- дослідження українського ринку ноутбуків, планшетів, нетбуків і моніторів.

## Завдання
Метою Асоціації є координація і консолідація зусиль ІТ-компаній України для вирішення проблем їх професійної діяльності, що становлять спільний інтерес.
Основними завданнями асоціації є:
- вплив на державну політику в сфері ІТ, захист і представництво перед державними органами інтересів Членів АПІТУ, лобіювання сприятливих для галузі нормативно-правових актів;
- формування і поширення основ ділової етики в господарчій діяльності ІТ-компаній, розвиток цивілізованих відносин на ринку;
- сприяння неформальному спілкуванню і обміну інформацією між Членами асоціації.

## Статутні органи
Вищим органом АПІТУ є загальні збори, які затверджують напрями роботи та кошторис, вибирають правління і ревізійну комісію. Поточну роботу веде виконавча адміністрація.

### Правління АПІТУ
| Склад | Дати                  | Члени правління |
| ----- | --------------------- | --- |
| 9-й   | 20.01.2021-           | Члени правління: Борис Бєлянський, Тарас Джамалов, Володимир Костенко, Сергій Красношапка, Євген Маслєнніков, Олександра Ткаченко, Світлана Самогулова                                                                   |
| 8-й   | 28.11.2019–20.01.2021 | Члени правління: Борис Бєлянський, Володимир Дохленко, Михайло Каліткін, Володимир Костенко, Євген Маслєнніков, Дмитро Прядко, Олександр Радченко, Олександра Ткаченко, Світлана Самогулова.                             |
| 7-й   | 25.04.2017–28.11.2019 | Голова: Елліна Шнурко-Табакова. Члени правління: Борис Бєлянський, Володимир Дохленко, Володимир Костенко, Андрій Панасюк, Олександр Радченко, Олександра Ткаченко, Микола Фабро, Ігор Федченко.                         |
| 6-й   | 21.05.2015–25.04.2017 | Голова: Елліна Шнурко-Табакова. Члени правління: Валерій Базиленко, Ірина Волк, Павло Жданович, Володимир Костенко, Тетяна Нанаєва, Олександр Радченко, Олександра Ткаченко, Микола Фабро, Ігор Федченко, Володимир Цой. |
| 5-й   | 13.06.2013–21.05.2015 | Голова: Елліна Шнурко-Табакова. Члени правління: Валерій Базиленко, Ірина Волк, Павло Жданович, Володимир Костенко, Тетяна Нанаєва, Олександр Радченко, Олександра Ткаченко, Микола Фабро, Ігор Федченко, Володимир Цой. |
| 4-й   | 19.05.2011–13.06.2013 | Голова: Елліна Шнурко-Табакова. Заступник голови: Валерій Базиленко. Члени правління: Ірина Волк, Павло Жданович, Віктор Побережник, Юрій Погребняк, Олександр Радченко, Микола Фабро, Володимир Цой.                    |
| 3-й   | 29.04.2010–19.05.2011 | Голова: Володимир Цой. Заступник голови: Юрій Чубатюк. Члени правління: Валерій Базиленко, Анатолій Балюк, Павло Жданович, Олександр Радченко, Анжеліка Рубежова, Микола Фабро, Дмитро Шимків.                           |
| 2-й   | 26.02.2009–29.04.2010 | Голова: Володимир Цой. Заступник голови: Юрій Чубатюк. Члени правління: Валерій Базиленко, Павло Жданович, Олександр Радченко, Анжеліка Рубежова, Володимир Чайковський, .                                               |
| 1-й   | 19.07.2007–26.02.2009 | Голова: Володимир Цой. Члени правління: Анатолій Балюк, Юрій Бойко, Андрій Дегода, Юрій Зонюк, Володимир Ковальський, Володимир Колодюк, Юрій Пероганич, Віктор Побережник, Олександр Радченко, Володимир Шаров.         |

### Виконавча адміністрація АПІТУ
- 19 липня 2007 генеральним директором АПІТУ призначений Юрій Пероганич.

## Діяльність

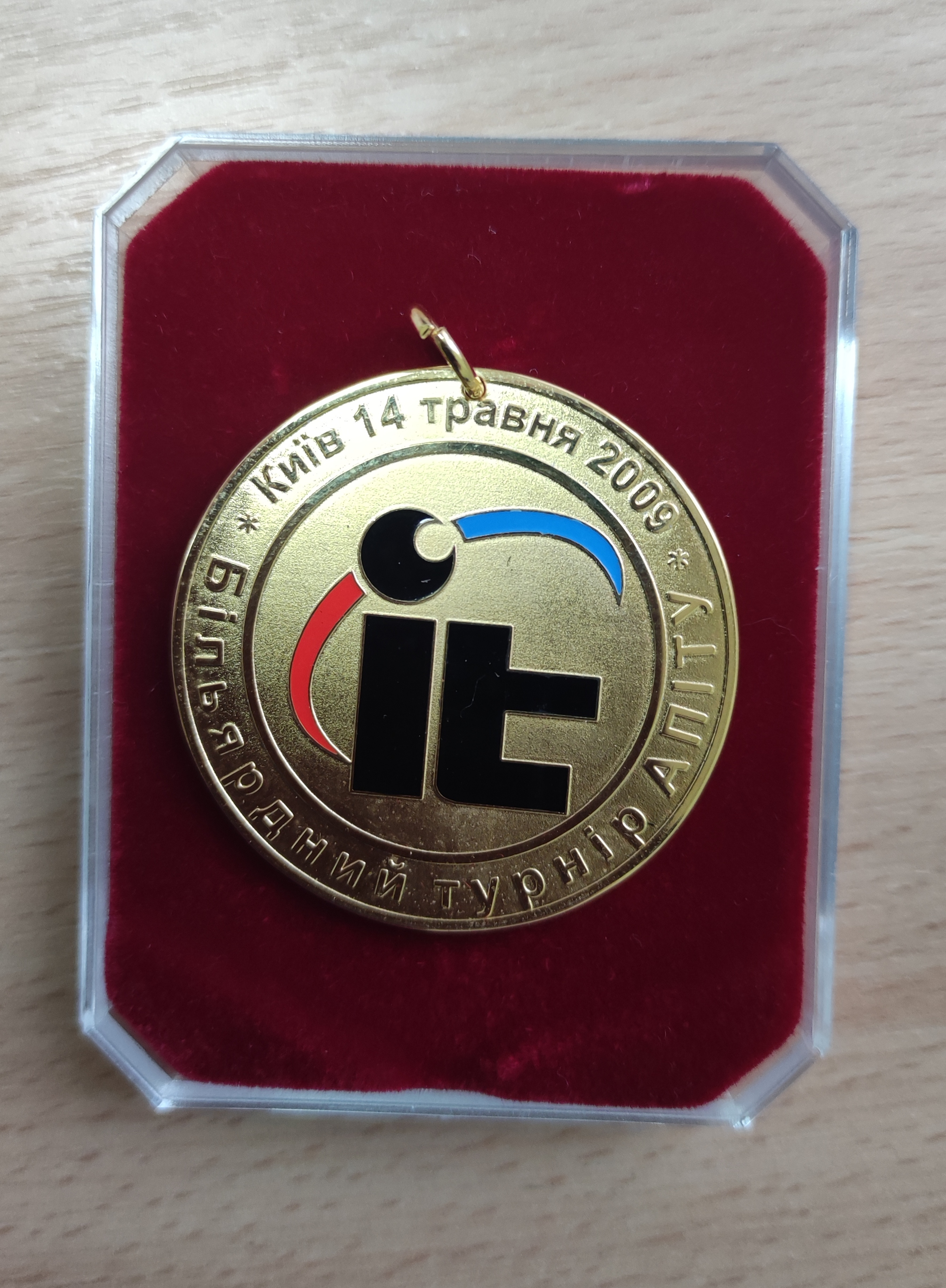
Пам'ятна медаль про більярдний турнір АПІТУ, 2009

- консолідує зусилля своїх членів для створення
  - сприятливих умов діяльності постачальників і продавців IT-продукції,
  - уніфікованих правил для роботи з партнерами і покупцями,
  - умов для подальшого розвитку всієї галузі.
- координує дії у сфері розробки і лобіювання нормативно-правових актів, що регулюють відносини суб'єктів IT-ринку.
- організовує проведення неформальних зустрічей керівників та власників компаній

З 2008 року асоціація проводить щоквартальні обстеження обсягів ринку ноутбуків.

## Можливості лобіювання
Асоціація представлена в державних органах:
- Експертній раді Комітету Верховної Ради України з питань промислової і регуляторної політики та підприємництва
- Громадській колегії Комітету Верховної Ради України з питань податкової та митної політики
- Міжгалузевій раді з питань розвитку інформаційного суспільства при Кабінеті Міністрів України
- Раді підприємців при Кабінеті Міністрів України
- Президії Ради національних асоціацій товаровиробників при Кабінеті Міністрів України
- Громадській раді при Міністерстві промислової політики України
- Громадській раді Державного комітету інформатизації України
- Громадській раді при Державному комітеті України з питань технічного регулювання та споживчої політики
- Громадській колегії Державного комітету України з питань регуляторної політики та підприємництва
- Правлінні та секретаріаті Громадської ради при Державній митній службі України

Асоціацію включено до державного Реєстру галузевих об'єднань виробників, імпортерів та експортерів України, який веде Міністерство економіки України.
Асоціація співпрацює з Секретаріатами Комітетів Верховної Ради України з питань транспорту і зв'язку та з питань науки і освіти, Міністерством економіки, Антимонопольним комітетом.

## Міжнародні зв'язки
Асоціація розвиває зв'язки з подібними професійними об'єднаннями в іноземних країнах (Казахстан, Македонія, Польща, Румунія). В червні 2007 року Генеральний директор Асоціації Ю. Пероганич вибраний головою Робочої групи з питань розвитку ІТ-бізнесу в країнах СНД при Комісії з інформатизації при Регіональній співдружності в області зв'язку (РСС).

## Основні події
2007 — реєстрація асоціації, перші загальні збори. Асоціація утворена в рамках реформування створеної в 2004 ГО «Асоціація ІТ-дистриб'юторів», до якої входили великі імпортери-дистриб'ютори в сфері ІТ.
2008 — генеральний директор асоціації Юрій Пероганич визнаний «Людиною року» — 2008 серед громадських діячів в українській галузі інформаційно-комунікаційних технологій.
2010 — вперше проведено вручення нагород «Ukrainian IT-Channel Award».
2014 — укладено Меморандум про взаєморозуміння та співробітництво між Асоціацією «Українські імпортери побутової електроніки» та Асоціацією «Підприємств інформаційних технологій України» та Державною фіскальною службою України. Сторони Меморандуму домовилися консолідувати свої зусилля для забезпечення сплати в повному обсязі митних платежів до Державного бюджету України при ввезенні на митну територію України товарів, спільно аналізувати та моніторити ввезення, виробництва та обіг на території України товарів, протидіяти незаконним схемам ввезення та реалізації на внутрішньому ринку України товарів. Було домовлено, що Асоціації інформують Службу:
- щодо можливих фактів або намірів протиправного (з ознаками порушення митного та/або податкового законодавства, про факти безпідставної або протиправної затримки посадовими особами Служби процедури митного контролю та митного оформлення товарів, які переміщуються через митний кордон України суб'єктами зовнішньоекономічної діяльності — членами або учасниками Асоціацій,
- про факти порушення посадовими особами Служби процедури митного контролю та митного оформлення, про факти порушення посадовими особами Служби антикорупційного законодавства.
- щодо функціонування зовнішнього та внутрішнього ринку товарів, обсягів реалізації таких товарів на внутрішньому ринку; рівня дійсних (документально підтверджених) та економічно обґрунтованих цін на товари з урахуванням коливання ціни, пов'язаної із життєвим циклом товару, інформацію про основні тенденції виробництва та реалізації цих товарів на світових ринках, калькуляцію їх виробництва, іншу довідкову інформацію, що сприяє формуванню легального та прозорого ринку цих товарів.

2016 — АПІТУ звернулась до прем'єр-міністра України з листом, у якому йшлось про те, що через різні схеми тінового імпорту держава недоотримує 3,6 мільярда гривень лише при ввезенні товарів IT та споживчої електроніки. В листопаді 2016 організація запропонувала Міністерству фінансів вирівняти умови оподаткування податком на додану вартість операції з купівлі товарів за кордоном з тими що існують всередині країни і для цього знизити поріг звільнення від оподаткування ПДВ товарів, що імпортуются шляхом пересилання в посилках і експес-відправленнях, зі 150 до 22 євро на одну посилку. 8 грудня 2016 законопроєкт було відкликано, за словами, керівництва асоціації, на доопрацювання.
2019 — генеральний директор АПІТУ Юрій Пероганич обраний до наглядової ради Української ради бізнесу.